# Ostře sledované vlaky
Ostře sledované vlaky (no Brasil, Trens Estreitamente Vigiados) é um filme de drama tcheco de 1967 dirigido e escrito por Jiří Menzel. Foi indicado ao Oscar de melhor filme estrangeiro na edição de 1968, representando a Tchecoslováquia.

## Elenco
- Václav Neckář - Miloš Hrma
- Vlastimil Brodský - Zednicek
- Jitka Bendová - Máša
- Josef Somr - Hubička
- Libuše Havelková
- Vladimír Valenta
- Jitka Zelenohorská - Zdenička
- Naďa Urbánková - Viktoria Freie
- Jiří Menzel - Brabec